# Rezervația naturală Molești–Răzeni
Molești–Răzeni este o rezervație naturală silvică în fostul raion Căinari, actualmente raionul Ialoveni, Republica Moldova. Este amplasată în ocolul silvic Răzeni, Vila Molești-Răzeni, parcelele 30-32; subparcelele 1, 2, 7; parcela 33, subparcelele 1, 5. Are o suprafață de 250,7 ha. Obiectul este administrat de Gospodăria Silvică de Stat Cimișlia.
Este o arie protejată cu suprefețe ocupate de gorun, ca specie dominantă, constituită din alte arboreturi și puține suprafețe cu poiene. Această arie a fost instituită Conform Hotărârii Guvernului Moldovei nr. 5 din 8 ianuarie 1975, fiind atribuită la categoria arii protejate de păduri valoroase. Din cauza odihnei neorganizate a populației este afectat învelișul ierbos și sol.

## Localizare
Rezervația este amplasată în sudul raionului Ialoveni, la hotarul administrativ cu raionele Hîncești și Căușeni. Se întinde pe o fâșie de cca 15 km între satele Molești și Răzeni. Rezervația naturală este intersectată de drumul magistral M3. Distanța până la centrul raional, orașul Ialoveni, este de 22 km, iar până la capitala Chișinău - 24 km (de la Răzeni). 

## Componența floristică
Realizarea unui studiu privind compoziția floristică a permis identificarea a 200 de specii de plante vasculare, dintre care 18 specii de arbori, 13 specii de arbuști și 169 specii de ierburi (inclusiv 15 specii de plante rare, dintre care 4 specii de plante vasculare incluse în Cartea Roșie a Republicii Moldova).
Arboretul este reprezentat de: gorun (Quercus petraea), stejar pedunculat (Quercus robur), tei (Tilia tomentosa, T. cordata), frasin (Fraxinus excelsior) ș.a.; cărpinița (Carpinus orientalis) este inclusă în Cartea Roșie, iar Sorbus torminalis și Sorbus aucuparia sunt catalogate ca plante rare pentru flora Modovei.
Etajul arbuștilor este redat de specii ce cresc solitar și doar unele fomează desișuri: scumpie (Cotinus coggygria), porumbar (Prunus spinosa), corn (Cornus mas) spinul cerbului (Rhamnus cathartica), măceș (Rosa spinosissima, Rosa canina), păducel (Crataegus monogyna), salbă moale (Euonymus europaea), sânger (Swida sanguinea); clocotișul (Staphylea pinnata) este specie de plante rare.
Învelișul ierbos este alcătuit din circa 167 specii de plante vasculare, dintre care 15 specii de plante rare, inclusiv 3 specii de plante incluse în Cartea Roșie: iarba-căprioarei (Doronicum hungaricum), bibilica (Fritillaria meliagroides) și ceapa bulgărească (Nectaroscordum dioscoridis).